# سلکت (مجله)
سِلِکت (انگلیسی: Select) نام یک مجلهٔ موسیقی در بریتانیا بود که تمرکز اصلی‌اش بر ایندی راک بود، اما سبک‌های دیگر موسیقی را هم در بر می‌گرفت.
این مجله در ژوئیه ۱۹۹۰ بنیان نهاده شود و بر جلد شمارهٔ اولش تصویر پرینس نقش بست. پس از اینکه اسنشل این مجله را خرید، اعتبار آن را بهبود بخشید، و به دلیل پوشش سبک بریت‌پاپ، اصطلاحی که توسط استوارت مکونی در این مجله ابداع شد، مورد توجه واقع شد. مجله از اواخر سال ۲۰۰۰ به سبب حضور فراوان نشریان اینترنتی رقیب رو به افول گذاشت و آخرین شمارهٔ آن در ژانویهٔ ۲۰۰۱ منتشر شد.